# Сакер, Говард
Говард Морли Сакер (англ. Howard Morley Sachar; 10 февраля 1928 — 18 апреля 2018) — американский историк и писатель. Его 14 книг переведены на шесть языков.

## Биография
Говард Сакер родился в Сент-Луисе (Миссури), вырос в Шампейне (Иллинойс). Его отец, Абрам Сакер, был основателем и президентом Брандейского университета. Говард учился в колледже в г. Свартморе (Пенсильвания), а затем продолжил своё образование на получение степеней магистра и доктора наук в Гарвардском университете.
Говард Сакер жил в Вашингтоне, являлся профессором современной истории в отставке в университете Джорджа Вашингтона. С 1961 по 1964 гг. он был основателем и директором института Якоба Хиатта в Иерусалиме. Сакер был лектором по вопросам Ближнего Востока в «Институте зарубежной службы» (США), приглашенным профессором в Еврейском университете Иерусалима, Тель-Авивском университете, а также в 150 университетах Северной Америки, Европы, Южной Африки и Египта.
Говард Сакер — член Американской исторической ассоциации и других научных обществ, автор 14 книг, переведенных на шесть языков, член десятков редакционных коллегий и комиссий.

## Книги
Среди его книг:
- The Course of Modern Jewish History (переиздано в 1990 году)
- Aliyah: The Peoples of Israel
- From the Ends of the Earth: The Peoples of Israel
- The Emergence of the Middle East
- Europe Leaves the Middle East
- A History of Israel from the Rise of Zionism to Our Time
  - рус. изд. Сакер Г. М. История Израиля. От зарождения сионизма до наших дней. В 3 томах. М., Текст, Книжники, 2011
- The Man on the Camel
- Egypt and Israel
- Diaspora
- A History of Israel from the Aftermath of the Yom Kippur War
- A History of the Jews in America
- Farewell Espana: The World of the Sephardim Remembered
- Israel and Europe: An Appraisal in History
- A History of Israel: From the Rise of Zionism to Our Time (Third Edition, revised and updated) 2007 ISBN 978-0-394-48564-5
- Dreamland: Europeans and Jews in the Aftermath of the Great War Random House, March 10, 2003 ISBN 0-375-70829-4
- A History of the Jews in the Modern World, Alfred A. Knopf, NY: 2005; ISBN 0-375-41497-5>
- The Rise Of Israel : A Documentary Record from the Nineteenth Century To 1948; A Facsimile Series Reproducing Over 1,900 Documents in 39 Volumes (1987) ISBN 978-0-8240-4926-3

### Переводы на русский язык
- Говард М. Сакер. История Израиля. От возникновения сионизма до создания государства Израиль. В 2-х тт. Пер с англ. — 1991. — 1097 с.
- Говард М. Сакер. История Израиля. От зарождения сионизма до наших дней. В 3-х томах, Пер с англ.. — М., 2011.
- Говард М. Сакер. Современная еврейская история.  Пер с англ.. — М.: Книжники, 2017. — ISBN 978-5-9953-0184-4.